# Parco nazionale di Kirishima-Yaku
Il parco nazionale di Kirishima-Yaku (霧島屋久国立公園?, Kirishima-Yaku Kokuritsu Kōen) è un parco nazionale nel Kyūshū, in Giappone. È composto di due parti: la baia di Kirishima-Kagoshima, un'area delle prefetture di Kagoshima e Miyazaki nota per i suoi vulcani attivi, i suoi laghi vulcanici e i suoi onsen; e Yakushima, un'isola a sud del Kyūshū nella prefettura di Kagoshima, nota per le sue criptomerie o yakusugi (屋久杉?).
L'area è diventata famosa come la più importante meta del Giappone per le lune di miele grazie al fatto che Ryōma Sakamoto prese là la sua nuova moglie Oryo.
Il 16 marzo 2012 Yakushima fu divisa nel parco nazionale di Yakushima (245,66 km²) e nel parco nazionale di Kirishima-Yaku, che fu ribattezzato parco nazionale di Kirishima-Kinkōwan (365,86 km²).

## Principali attrazioni

### Kirishima
- Monte Kirishima
- Ebino-kōgen
- Takachiho-kawara
- Lago Miike
- Monte Kurino
- Monte Karakuni
- Monte Takachiho
- Capo Sata
- Sakura-jima
- Monte Kaimon
- Lago Ikeda[2][3]

Kirishima fu usata come esterni per le riprese del film di James Bond del 1967, Agente 007 - Si vive solo due volte.

### Yakushima
- Cascata di Ōkawa
- Oku-dake
- Mae-dake
- Nagata-hama
- Jōmon Sugi
- Kuchinoerabu-jima
- Monte Miyanoura[5][6][7]

## Municipalità collegate
- Miyakonojō
- Kobayashi
- Ebino
- Takaharu
- Kagoshima
- Ibusuki
- Tarumizu
- Kirishima
- Yūsui
- Minamiōsumi
- Yakushima[8]